# Rafiatou Karimou
Rafiatou Karimou, née le 2 mai 1946 à Sakété et morte le 4 janvier 2018 à Paris, est une femme politique béninoise. Elle est la première femme ministre de l'histoire de son pays, le Bénin.

## Biographie
Rafiatou Karimou est née en 1946 à Sakété, dans le sud de l'actuel Bénin, alors colonie du Dahomey.

### Parcours politique
Elle commence à militer dans sa jeunesse au sein de l'Union générale des élèves et étudiants du Dahomey (UGEED) avant de s'engager en politique. En 1975, elle est la première femme à être nommée chef de district au Bénin et en 1989, elle devient la première femme ministre de son pays. Elle est ainsi nommée ministre de la Santé publique par le président Mathieu Kérékou. Elle occupe ce poste jusqu'en 1990. De 2003 à 2006, elle est ministre de l'Éducation primaire et secondaire.

### Décès
Elle est décédée à 71 ans le 4 janvier 2018 à Paris des suites d'une longue maladie. Elle est inhumée le 13 janvier à Cotonou dans l’indifférence de la classe politique.